# Léopard de l'Amour
Panthera pardus orientalis
Ne doit pas être confondu avec Panthère de Chine du Nord.
Statut de conservation UICN

 CR A1c, B1+2cd, E : 
En danger critique
Sous-espèce
Le léopard de l’Amour (Panthera pardus orientalis), aussi appelé panthère de l'Amour et panthère de Chine, est une sous-espèce de léopards vivant dans le sud-est de la Russie (région du Primorié) et dans le nord-est de la Chine (province du Jilin).
Son nom fait référence au fleuve Amour, qui coule en Sibérie et en Chine.
Ce grand félin est classé « en danger critique d'extinction » depuis 1996 par l’Union internationale pour la conservation de la nature (UICN). Seuls 50 individus sauvages ont été recensés en 2012, en plus de 200 individus en captivité.
En 2021, le „pays du léopard de Russie“, c’est-à-dire, la région proche de frontière avec la Chine, abrite quelque 110 léopards adultes de l'Amour, à la suite d'une augmentation du nombre due aux efforts de conservation, soutenus par les organismes gouvernementaux de la Russie.

## Historique de l'étude du Léopard de l'Amour
La première référence écrite au léopard de l'Amour remonte à 1637, dans un accord entre la Corée et la Chine où la première devait envoyer à la seconde 142 peaux chaque année entre 1637 et 1732.
Hermann Schlegel fut le premier explorateur à étudier le léopard de l'Amour en 1857. Il le classa comme  une espèce indépendante, Felis orientalis. La taxonomie actuelle, Panthera pardus orientalis, date de 1961.

## Caractéristiques

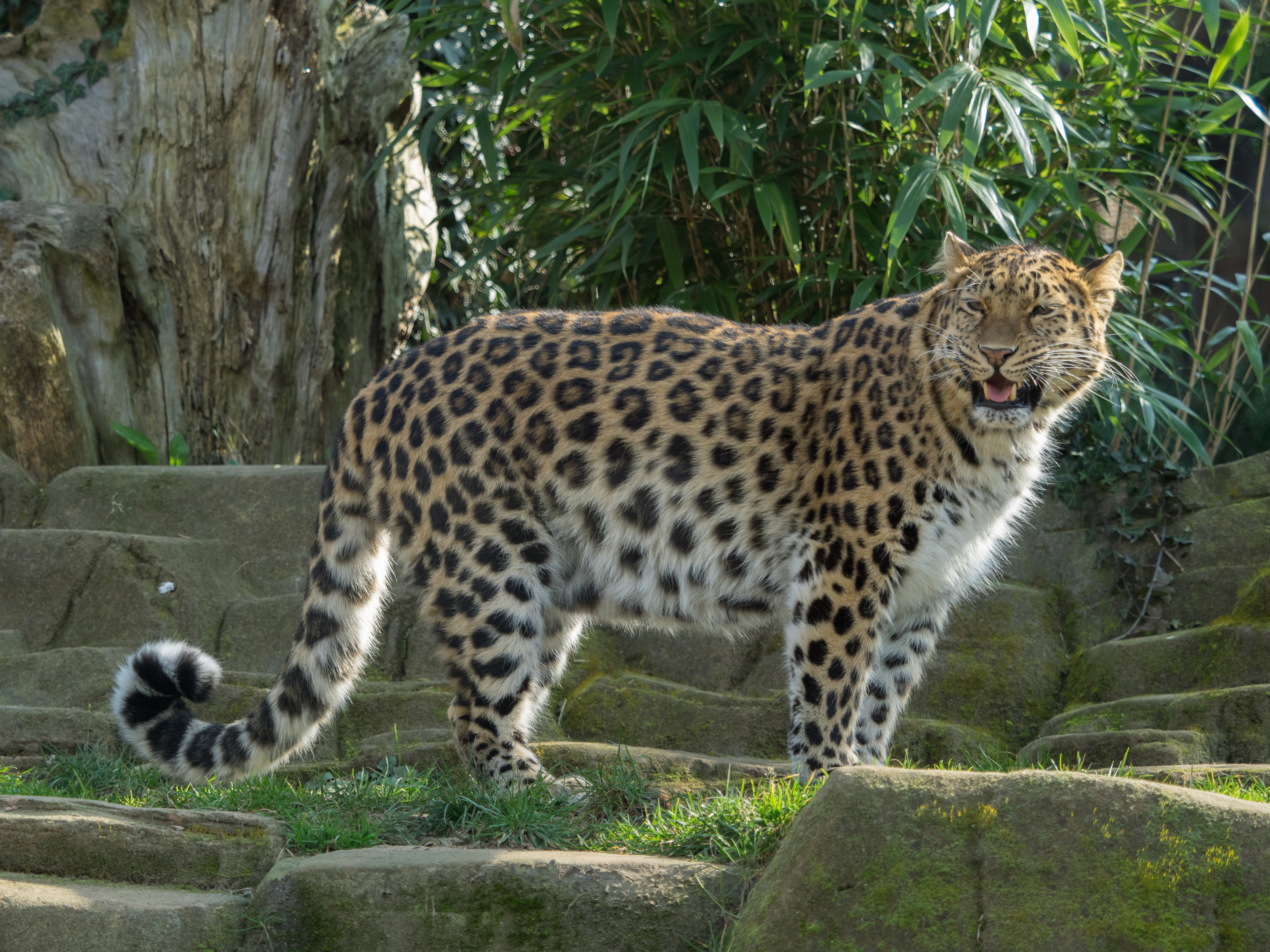
Cette sous-espèce nordique du léopard se caractérise, entre autres différences, par une fourrure plus fournie.

La panthère de l'Amour diffère des autres sous-espèces par une épaisse fourrure tachetée qui ne ressemble à aucune autre. Le pelage des panthères du bassin du fleuve Amour, des montagnes du nord-est de la Chine et de la péninsule coréenne est de couleur crème, surtout en hiver. Les rosettes des flancs sont de 5 × 5 cm, elles sont épaisses et bien espacées, les cercles sont épais et plus foncés au centre.
Leur pelage est doux et leur fourrure est longue et épaisse. La longueur des poils du dos varie de 20-25 mm en été et jusqu’à 50 mm en hiver. Leur pelage d’hiver varie d’un jaune clair à un jaune-roux teinté de doré. Leur pelage d’été est plus brillant et les rosettes sont d’une couleur plus vive. Les panthères de l’Amour sont assez petites, les mâles mesurent entre 107 et 136 cm, avec une longueur de queue de 82 à 90 cm et une hauteur de 64 à 78 cm. Ils pèsent entre 32,2 et 53 kg (certains spécimens ont même atteint les 60 kg) et les femelles entre 25 et 42,5 kg. Le poids moyen pour les mâles est de 45 kg et pour les femelles de 34 kg.

## Répartition et habitat

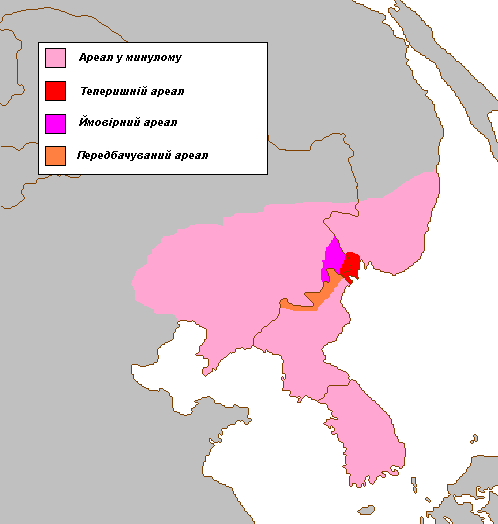
Distribution actuelle.

En 1857, à l'époque où Hermann Schlegel découvrit ces animaux, ils couvraient alors un large territoire d’environ 3 000 km2 comprenant la frontière entre la Chine et la Corée du Nord.
Les panthères de l’Amour vivaient au nord-est de l'Asie, depuis probablement Pékin et la péninsule coréenne. Dans les années 1950, leur répartition en Russie était limitée à l’extrême sud de la région de l’Oussouri. Elles ont été observées à 50 km au nord de Vladivostok et dans la Réserve naturelle de Kedrovaïa Pad. Les panthères de l’Amour vivent dans les zones montagneuses. On les retrouve là où vivent les cerfs Sika et où l’élevage de cerfs est pratiqué. En hiver, elles restent sur les pentes rocheuses non enneigées.
Dans les années 1970, la population russe s’est fragmentée en trois petites populations distinctes. Au début du siècle suivant, la seule population restante était celle du Sud-Ouest de Primorié, où elle occupait un territoire d’environ 3 000 km2 le long de la frontière entre la Chine et la Corée du Nord.
En 2009, l’unique site Web officiel de la Corée du Nord a rapporté qu’il y avait quelques léopards dans la réserve naturelle des monts Myohyang dans l'arrondissement de Hyangsan. C’est probablement la population vivant le plus au sud.
En Chine, plusieurs panthères de l’Amour ont été photographiées par des pièges photographiques à Wangqing et Hunchun, à l’est de la province de Jilin.

## Écologie et comportement
Les panthères de l’Amour sont extrêmement protectrices en ce qui concerne leur choix de territoire. Le territoire d’un individu est généralement situé dans le bassin d’une rivière et s’étend jusqu’aux frontières topographiques naturelles de la zone. Le territoire de deux individus peut parfois légèrement se chevaucher. Selon le sexe, l’âge et la taille de la famille, le territoire d’un individu peut mesurer entre 5 000 et 30 000 ha. Elles peuvent  emprunter les mêmes sentiers, les mêmes trajets de migration et parfois se reposer aux mêmes endroits. Là où les animaux sauvages sont présents en abondance, les léopards y vivent de manière permanente ou y migrent verticalement, suivant les troupeaux d’ongulés et évitant la neige. Dans la région de l’Ussuri, leurs proies principales sont les chevreuils, les cerfs Sika, les wapitis Manchurian, les cerfs porte-musc, les élans et les sangliers. Ils se nourrissent plus rarement de lièvres, de blaireaux, de volailles et de souris. Dans la Kedrovaya Pad Nature Reserve, les chevreuils constituent leurs proies principales tout au long de l’année, mais ils chassent également de jeunes ours noirs d’Asie de moins de deux ans.

### Reproduction
Les panthères de l’Amour sont sexuellement matures entre 2 et 3 ans et peuvent se reproduire jusqu’à l’âge de 10-15 ans. Les chaleurs durent entre 12 et 18 jours, et dans des cas exceptionnels, jusqu’à 25 jours. La gestation dure entre 90 et 105 jours. À la naissance, les petits pèsent entre 500 et 700 grammes, ils ouvrent leurs yeux au 7e-10e jour et commencent à ramper au 12e-15e jour. Ils sortent de leur tanière au deuxième mois et commencent alors à manger de la viande. Ils continuent parallèlement à se nourrir de lait pendant cinq ou six mois. Les jeunes restent généralement avec leur mère jusqu’à ce qu’elle soit de nouveau en chaleur. Jusque dans les années 1970, les petits (de deux à trois) étaient vus dans la réserve naturelle de Kedrovaïa Pad, dans le Primorsky Krai et au nord-est de la Chine, généralement entre mars et mai. En captivité, certains individus ont vécu jusqu’à 21 ans.
Des études ont confirmé que les jeunes pouvaient rester avec leurs mères pendant deux ans. Dans la Kedrovaya Pad Nature Reserve, il a déjà été constaté que des petits de deux portées différentes restaient avec leur mère en même temps.

## Menaces

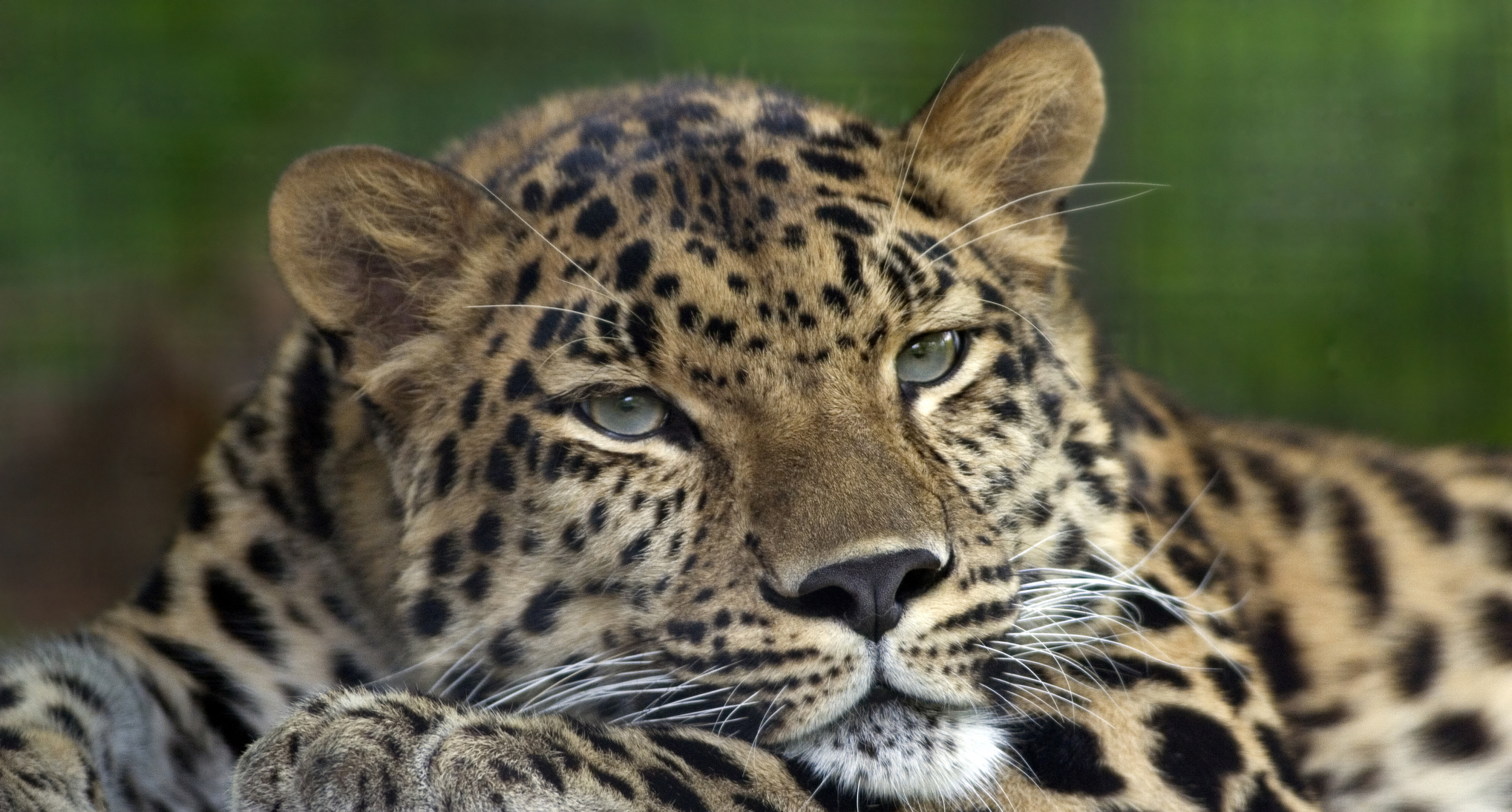
Panthère de l'Amour au zoo de Pittsburgh

Les panthères de l’Amour sont menacées par le braconnage, l’empiètement de la civilisation, la construction de routes, l’exploitation des forêts et les changements climatiques.
Les tigres peuvent éliminer les panthères si la densité de proies de grande et moyenne taille est faible. La compétition entre les deux prédateurs est censée diminuer en été, lorsque les petites proies sont plus abondantes. Les conditions hivernales sont moins favorables aux tigres, la compétition avec les panthères de l’Amour atteint donc un pic.
En 2015, un Léopard de l'Amour femelle est recueilli par un centre de réhabilitation de la faune atteinte par la maladie de Carré. La propagation de cette maladie, peut-être par des contacts avec des chiens ou de petits carnivores sauvages, est une menace d'épizootie pour les petites populations du Léopard de l'Amour.

### Braconnage
Le braconnage des léopards constitue l'une des principales menaces à sa survie. Entre février 2002 et avril 2003, sept peaux ou parties de peaux ont été confisquées, six en Russie et une en Chine. Le plus souvent, les léopards sont tués par des habitants de petits villages russes proches du territoire du félin. La plupart de ces villageois chassent de manière totalement illégale, ils n’ont pas de permis pour chasser ni pour posséder des armes. La plupart vivent près de zones protégées dans lesquelles il est interdit de chasser et même d’emmener une arme ou un chien dans la forêt.

### Dégradation des forêts
Les feux allumés par les hommes représentent une menace majeure pour la panthère de l’Amour. Mettre le feu aux champs est une habitude dans la plupart des cas. Certains incendies sont commencés pour augmenter la fertilité des pâturages, tuer les tiques et d’autres insectes, faire apparaître les débris métalliques afin qu’ils puissent être facilement ramassés, abattre la végétation le long des voies de chemins de fer et stimuler la pousse des fougères qui sont vendues dans les magasins, servies au restaurant et exportées en Chine car elles constituent un plat populaire. Des études utilisant des images satellites et des techniques SIG ont révélé qu'environ 19 % du Sud-Ouest du Primorié brûle tous les ans, et qu’un total de 46 % a été brûlé en six ans. À cause de cela, la plupart des terres du Sud-Ouest du Primorié ont été converties en des prairies permanentes. Ces feux fréquents sont à l’origine de la dégradation de l’habitat des panthères, qui devient inhabitable. Les incendies répétés ont créé un paysage de savane que les léopards semblent éviter, sûrement, une fois encore, à cause de la faible densité d’ongulés.

### Projets de développement
Un certain nombre de plans pour développer les activités économiques au sud-ouest du Primorié ont vu le jour et ont commencé à constituer une sérieuse menace à la survie de la panthère de l’Amour. Le projet de construction d’un pipeline du centre de la Sibérie à la côte de la mer du Japon en traversant le Primorié a été abandonné. Le projet de construction d’une mine de charbon en plein cœur de territoire du léopard a également été abandonné grâce aux pressions des écologistes et du ministère des Ressources naturelles. La situation stratégique du sud-ouest du Primorié, proche du Primorski Krai, de la mer du Japon et de la frontière entre la Chine et la Corée le rend très attractif pour les activités économiques telles que le transport, l’industrie, le tourisme et le développement d’infrastructures.

### Consanguinité
Un problème majeur est la consanguinité potentielle, la population restante pourrait disparaître à cause d’une dégénération génétique, et ce, même sans l’influence humaine directe. Le taux de diversité est incroyablement bas, ce qui témoigne de la consanguinité au sein de la population depuis plusieurs générations. Ceci cause des sérieuses anormalités congénitales et reproductrices qui touchent la santé, la survie et la reproduction chez certaines petites populations dont la densité génétique est faible. Le taux de survie chez les petites a chuté de 1,9 pour une femelle en 1973, à 1,7 en 1984 et 1,0 en 1991. À part le déclin du remplacement naturel, il existe une forte probabilité de mortalité pour tous les âges en conséquence de maladies ou d’impacts humains directs.

## Conservation

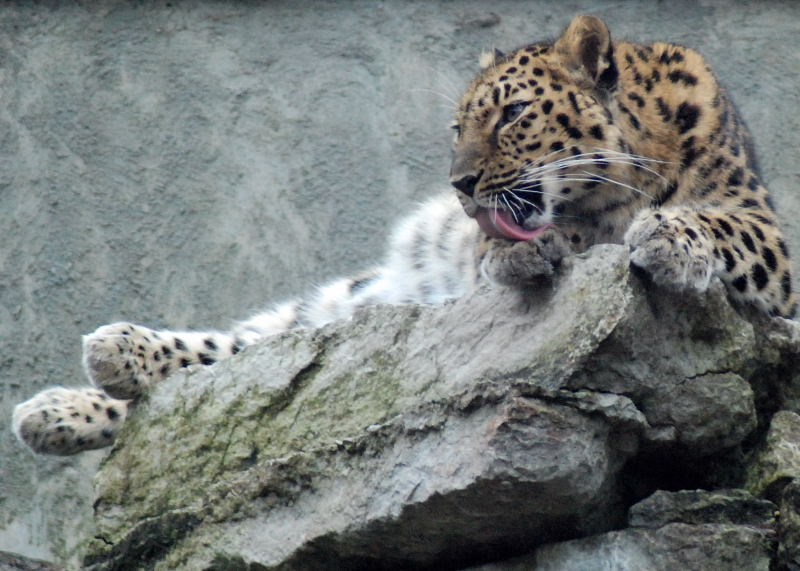
Darla, femelle panthère de l’Amour au zoo de Tallinn

La Panthera pardus est inscrite sur l’Annexe I de la CITES.
La Amur Leopard and Tiger Alliance (ALTA) est une initiative d’organisations de conservation russe et occidentale pour conserver la panthère de l’Amour et le tigre de Sibérie, et assurer un futur aux deux espèces dans l’Est russe et le Nord-Est chinois. L’ALTA opère dans l’Asie du Nord-Est en se fondant sur le principe que seules des actions de conservation coordonnées et faites en coopération avec toutes les parties concernées peuvent sauver ces espèces menacées de l’extinction. L’ALTA travaille main dans la main avec des organisations gouvernementales et non gouvernementales locales, régionales et fédérales à la protection de la richesse biologique de la région à travers la conservation, le développement durable et la participation des communautés locales. Le Phoenix Fund (en) et la Wildlife Conservation Society fournissent un cadre local pour mettre en place les projets de l’ALTA, en collaborant étroitement avec de nombreuses agences russes et chinoises. En ce qui concerne la conservation de la panthère de l’Amour, l’ALTA a pour objectif de garder une population de 35 femelles adultes (100 au total) dans le sud-ouest du Primorié et dans la région de Jilin-Heilongjiang, et de créer une deuxième population de 20 femelles adultes (60 au total) sur l’ancien territoire de la panthère de l’Amour.
Les projets de conservation de la panthère de l’Amour incluent :
- quatre équipes anti-braconnage, composées de 15 membres au total, présentes sur le territoire de la panthère de l’Amour ;
- une force spéciale de la police locale et des équipes anti-braconnage menée par le procureur khasan ;
- de suivre les populations de panthères de l’Amour grâce à leurs empreintes et à des pièges photographiques ;
- de suivre et d’analyser l’impact des incendies sur l’habitat des panthères de l’Amour et l’efficacité de la lutte contre les incendies ;
- d’évaluer leur habitat grâce aux techniques SIG : évaluation du rôle de la qualité de l’habitat, de la propriété, de l’utilisation du territoire, des statuts de protection, des élevages de cerfs, des routes et des installations humaines à l’aide de données de suivi et d’images satellites ;
- le développement de plans concernant l’utilisation du territoire, prenant en compte les besoins futurs des panthères de l’Amour ;
- le soutien des zones protégées comprises sur le territoire des léopards ;
- une compensation pour le bétail tué par les léopards et les tigres ;
- un programme complet d’éducation pour les écoliers et étudiants se trouvant sur le territoire des léopards ;
- un soutien au programme de redressement des populations d’ongulés ;
- une campagne médiatique de sensibilisation au sort de la panthère de l’Amour ;
- un soutien et une assistance technique à la nouvelle réserve Hunchun en Chine qui borde le territoire des léopards en Russie.

### Réintroduction à l’état sauvage
Depuis 1996, l’idée de réintroduire les panthères au sud du Sikhote-Aline a été évoquée parmi les membres de l’ALTA. Lors d’un séminaire en 2001, les grandes lignes et les principes d’un plan pour le développement d’une deuxième population de panthères de l’Amour à l’Extrême-Orient de la Russie ont été préparés. Afin que la réintroduction soit un succès, une question fondamentale doit trouver une réponse : pourquoi les panthères ont-elles disparu du Sud du Sikhote-Alin dans les années 1950 ? Il a été recommandé d’estimer les raisons de l’extinction locale, d’obtenir le soutien du peuple local, d’augmenter le nombre de proies dans les zones proposées pour la réintroduction, de s’assurer que les conditions sont propices à la réintroduction dans les zones sélectionnées, et d’assurer la survie de la population existante. Il y a deux sources de léopards pour la réintroduction : les panthères nées et élevées dans les zoos et les panthères élevées dans un centre de réintroduction qui sont passées par un programme de réhabilitation à la vie sauvage.
Si cette réintroduction réussit, il est clair que la conception du centre d’élevage et de réintroduction, et la gestion des panthères qui s’y trouvent, devront faire tout leur possible pour surmonter les difficultés imposées par l’origine captive des félins. Trois comportements nécessaires doivent être acquis avant de pouvoir les réintroduire : chasser et tuer des proies vivantes, éviter les hommes et éviter les tigres.
En mars 2009, durant sa rencontre avec Vladimir Poutine, le ministre des Ressources naturelles russe a assuré que le ministère prévoyait d’introduire des panthères de l’Amour nouvellement « importées » dans la zone et d’y créer en environnement approprié et protégé pour eux. Le gouvernement a déjà alloué les fonds nécessaires au projet.
En 2012, le parc national de la Terre du Léopard est créé par les autorités russes pour protéger le territoire du Léopard de l'Amour et du Tigre de Sibérie. Le centre de réhabilitation du tigre TRNGO, situé près de Vladivostok, est également habilité à sauver le Léopard de l'Amour. En 2015, deux léopards sont soignés par le centre. Si l'un d'entre eux décède, le second, dont les blessures ne permettent plus de le relâcher dans la nature, a été transféré au zoo de Moscou pour intégrer le programme d'élevage de l'Association européenne des zoos et aquariums.

### En captivité

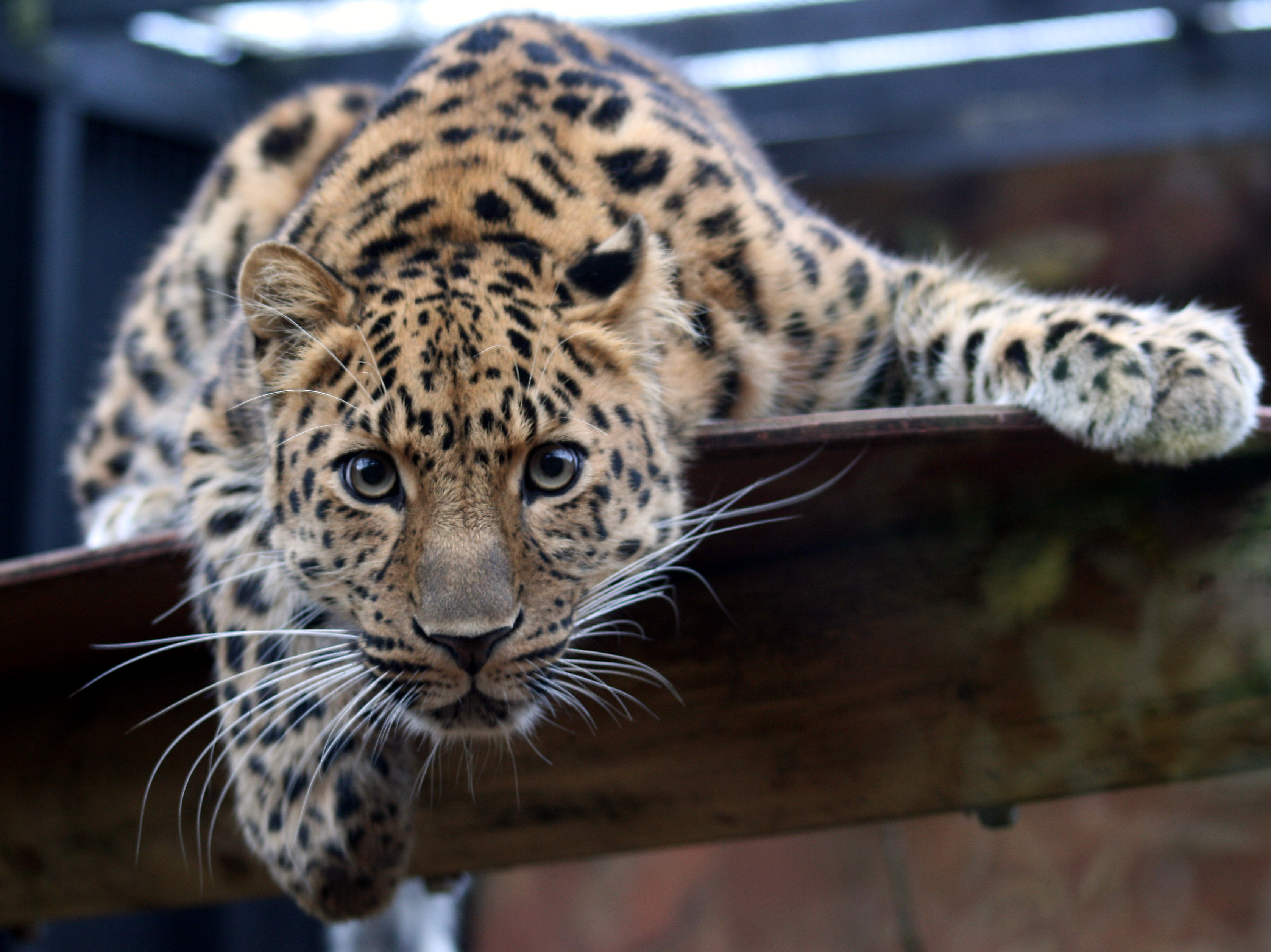
Jeune léopard de l’Amour au zoo de Colchester

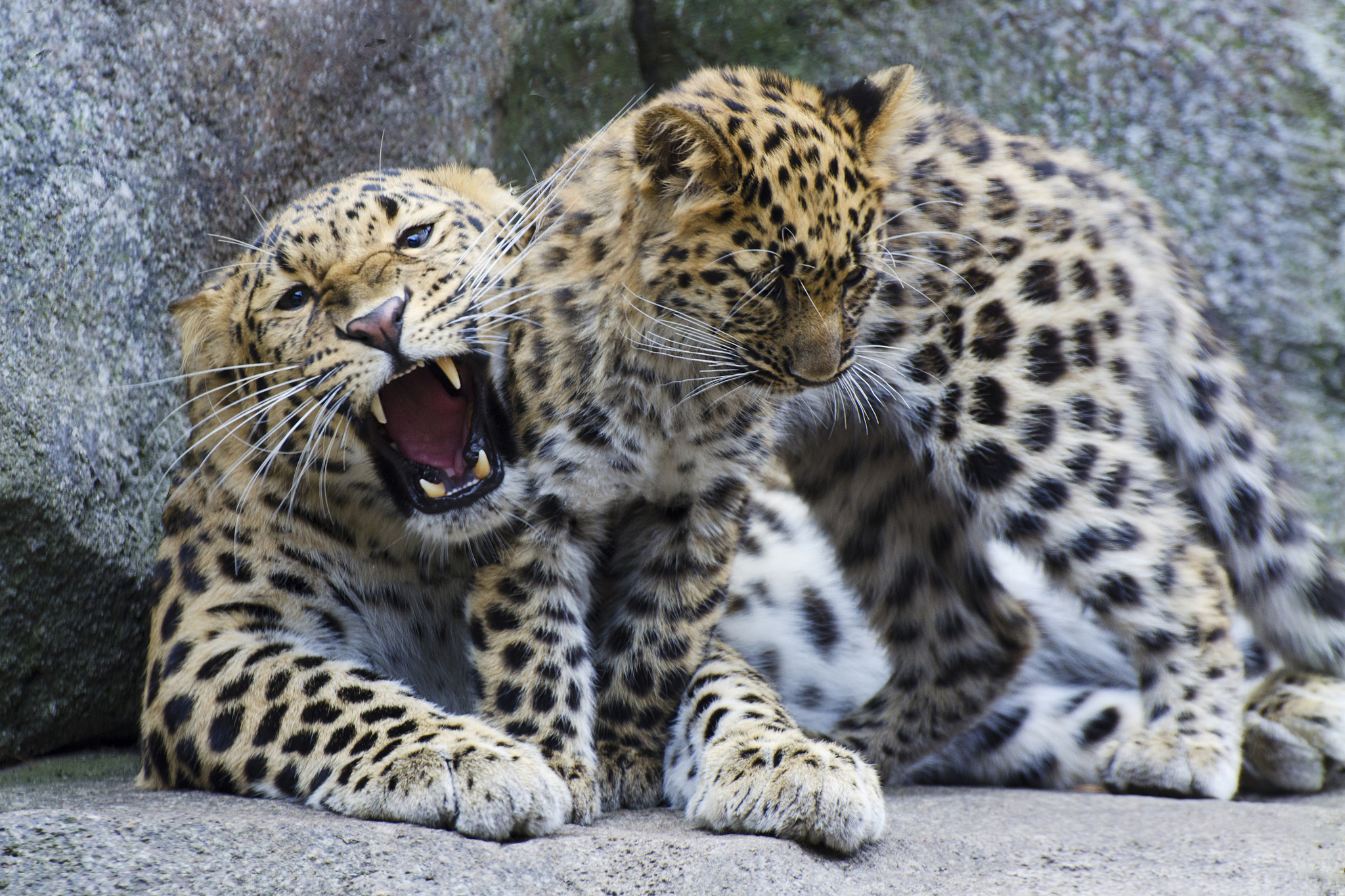
Bébé panthère de l’Amour au zoo du Minnesota

Afin d'assurer la pérennité de la population captive, le Léopard de l'Amour est l'objet d'un programme d'élevage européen en captivité (EEP) géré par le zoo de Londres et le zoo de Moscou et d'un programme américain pour les espèces menacées (SSP) géré par le zoo Henry Doorly.
Une population captive des panthères de l’Amour a été établie en 1961 à partir de neuf individus capturés dans la nature. Une étude de génétique moléculaire a révélé qu’au moins deux de ces panthères avaient des informations génétiques plus proches de Panthera pardus japonensis que de P. p. orientalis. Cette observation confirme donc les suspicions de mélange génétique entre les panthères de l’Amour et celles de la Chine du Nord parmi les individus captifs. La population des zoos en Amérique et en Europe comprend une contribution considérable de gènes de l’individu d’origine 2 qui n’était pas une panthère de l’Amour. La stratégie du programme européen pour les espèces menacées (EEP) consiste à faire se reproduire les panthères en apportant le moins possible de ces gènes, tout en maintenant un niveau de diversité génétique acceptable. Tous les léopards contenant plus de 41 % de gènes de l’individu d’origine 2 ont été écartés de la reproduction depuis 1999. Grâce à cette stratégie, une diminution de la prédominance des gènes de l’individu d’origine 2 et une augmentation du nombre de léopards avec un faible pourcentage de ceux-ci ont été constatées.
Depuis décembre 2011, on dénombre 176 panthères de l’Amour réparties dans les zoos du monde entier. Au sein de l’EEP, 54 mâles, 40 femelles et 7 autres individus sont conservés. Dans les zoos américains et canadiens, 31 autres mâles et 41 femelles sont conservés au sein du Population Management Program.

### Dans les médias
Depuis novembre 2008, le zoo de Tallinn a lancé un programme diffusé sur le Web. Il permet aux internautes de suivre la vie des panthères de l’Amour du zoo en temps réel grâce à trois webcams, y compris une caméra infrarouge montrant leur tanière,.
En 2009, le WWF a demandé aux gens d’adopter l’une des dernières panthères de l’Amour à l’état sauvage pour soutenir les efforts de conservation.
Le documentaire d’Animal Planet The Last Leopard (2008) parle du sort des panthères de l’Amour en Russie.